# Азапы
Азапы, азебы (осман. عزب‎:азеб — «холостяк») — род лёгкой пехоты в османской армии, иррегулярные вспомогательные войска авангарда. В сражении роль лучников-азапов состояла в сдерживании противника, пока основные силы османов не построятся в боевой порядок. Появились ещё до организации корпуса янычар; набирались, в основном, из анатолийских турок. 
С XVI века все мусульмане приграничных провинций империи могли быть зачислены в азапы; от 20-30 хозяйств призывался один человек. С этого времени азапы стали получать жалованье и использоваться в качестве гарнизонов крепостей (кале азеблер), для охраны мостов и совершения подкопов под крепостные стены. Делились на подразделения — орта; под началом командующего азапами — азеблер агасы — находились секретарь и другие низшие чины. В военных действиях участвовали под командованием бейлербея. Прекратили существование в XVII веке, официально упразднены султаном Махмудом II (1808—1839).
Со времени Баязида Молниеносного (1389—1402) на флоте служили морские азапы (дениз азеблер). Эялет командующего флотом (капудан-паши) в случае войны должен был выставить 1893 морских азапа. Служившие на судоверфях азапы подразделялись на две группы — работники верфей и Адмиралтейства. Строения казарм азапов, находившихся близ адмиралтейской судоверфи Золотого Рога, по настоящее время называются Азапкапысы.